# ザ・モール郡山
ザ・モール郡山（ザ・モールこおりやま）は、福島県郡山市に所在する、西友が運営する「ザ・モール」ブランドのショッピングセンター。2000年（平成12年）11月22日開業。核店舗はLIVIN郡山店。

## 概要
JR郡山駅から西に約1.5kmの所にあった日東紡績（日東紡）郡山第二工場跡地に建設されたSCで、さくら通り（福島県道142号河内郡山線）沿いに所在する。
西友は東北新幹線開業を踏まえて、東邦精麦（現・TOHOピクス）が駅前に建設した「東邦精麦郡山駅前ビル」に1975年（昭和50年）9月9日、「西友ストアー郡山店」（翌年11月百貨店業態の郡山西武に改装開店）を出店していたが、中心街と郊外の中間に位置する工場跡地に広大な駐車場を備えた大型店の出店を計画し 、2000年（平成12年）11月に「ザ・モール郡山」を開業した。当初は、ザ・モール郡山開業後も郡山西武は営業継続する方針であったが、後に翻意し、実質的に移転した形となった。
SCは、建物を日東紡が建設し、その土地と建物を西友が借り受けて商業施設を運営する方式を採り、この開発事業には民間都市開発推進機構（民都機構）が参加した。民都機構が用地の5分の1にあたる10,000㎡を日東紡から約36億円で取得する形で日東紡に資金を提供。日東紡ではその資金を建設開発資金に充て、民都機構が取得した土地は、事業開始から10年目に日東紡が買い戻すスキームとした。運営は、2018年（平成30年）11月からJLLリテールマネジメント（現・JLLリテールマネジメント）が受託している。
キーテナントはLIVIN郡山店で、新設のLIVINとしてはよこすか店に次ぐ2店目で、旧西武名称から変更したものを含めると12店目だった。LIVINファッション館には、西友の新たなるオリジナルブランド「Clothing」（330㎡）が初展開。サブキーテナントとして"自分でつくる自分の暮らし"をコンセプトとした都市型生活雑貨ショップ「DAIK」（2,840㎡）と東北地区最大級の「無印良品」（2,211㎡）が導入され、「無印良品」には東北地区初進出の「café MUJI」が併設された。このほか、ファッションからホビー、暮らしの品までの58の専門店も出店した。
2011年（平成23年）3月11日に発生した東日本大震災によって建物の内部などが損壊したため、震災後から全館休業、4月15日からは1階のLIVIN食品館のみ短縮営業を開始、5月25日には食品館以外のフロアが完全に営業再開、6月1日には1階LIVIN食品館も通常の24時間営業を再開した。震災では、かつて郡山西武として入居していたビル「Ati郡山」も被災し、建物内部などが損壊して休業していたが、9月29日に全館リニューアルオープンしている。
2014年（平成26年）10月18日・19日には、駐車場の一部スペースが「B-1グランプリ」の開催地として使用された。

## 主なテナント
- 営業時間は、LIVIN食品館（1階）は24時間営業、その他のフロア・テナントは10時 - 21時。
- 専門店や無印良品などを除いた売場のレシートは全て「LIVIN」名義である。[要出典]

### LIVIN郡山店

#### LIVIN食品館（1階）
- 築地銀だこ
- 銘店（三万石ほか）
- お菓子のさかい
- 新宿さぼてんデリカ
- リヴィン柏屋
- 果汁工房 果琳
- fruits peaks (フルーツタルト)
- ステラおばさんのクッキー
- 麻布十番モンタボー（ベーカリー）
- ヨーグルト専門店・モーニング
- コージーコーナー
- 静岡屋茶舗
- 向山製作所

#### LIVIN住まいと暮らし館（1階）
かつては、西友のホームセンター・生活雑貨店「DAIK郡山店」であった。
- Flower Garden 花の箱 (すずき生花店)
- セリア

#### LIVIN・衣料品フロア（2階）
- こどもの森（丸高衣料）
- サンリオ

### 専門店街

#### 1階
- a.v.v
- MKミッシェル・クラン
- ギャルフィット
- Gran Sac's
- ジュエリーツツミ
- シューズポート
- トミタ（時計・メガネ）
- コムサイズム
- ミュゼプラチナム
- 宝くじチャンスセンター
- クリーニングトーヨー
- パレットプラザ
- 買取専門 BRAND OFF
- 1階ATMコーナー
  - 郡山信用金庫・大東銀行・東邦銀行・福島銀行・ゆうちょ銀行
  - クレディセゾン CD機

#### 2階
- クラフトパーク
- パステル（女性向け雑貨）
- パスポート（生活雑貨）
- 無印良品 - 開業当初はCafé MUJIが併設。カフェ撤退後の後継テナントにはルピシアが入った。
- シュープラザ
- リブロ郡山店 - 開業当初はアークブックセンターだったが、2007年に会社倒産のため閉店。後継テナントの形で出店した。当初はアークブックセンター時代の名残で、音楽CDやビデオソフトのフロアもあったが、後に書籍フロアのみとなる。かつて郡山市内ではAti郡山にも店舗があった。[要説明]

### フードコート
- マクドナルド
- サーティワンアイスクリーム
- すき家
- 麦まる
- Strawberry Farm (パスタ、オムライス)
- ポプリンキッチン
- ラァメンオカムラ

### 過去のテナント
- セゾンカウンター（1階）
- CINEMA CLUB
- 伝統の器 織部（専門店街2階） - 2021年3月10日閉店
- ルピシア（専門店街2階） - 2021年10月24日閉店[9]。
- 喜多方らーめん（フードコート）
- よしもとビビンバ大王（フードコート）

## 交通アクセス
- JR東日本 郡山駅徒歩20分
- 福島交通「安積黎明高校」バス停留所下車

## CM
- 2009年（平成21年）から2011年（平成23年）にかけては、ザ・モール郡山にある「THE MALL」と「LIVIN」の塔屋看板の用いたキャラクター「モール」と「LIVIN」のCMが流れていた。写真の塔屋看板に目を付けて喋っているように見せかけているものであった。
- 福島県内には西友の店舗がザ・モール郡山（リヴィン郡山店）と伊達市の保原店（旧エンドーチェーン→東北西友）のみであり、2011年までは福島県内で西友のCMが流れることはなく、ザ・モール郡山の独自制作CMを流していた。2010年（平成22年）のザ・モール郡山開店10年の際には、開店10周年セールのCMが放映された。その後、2011年以降は従来は福島県内では流れなかった西友のテレビCMが放映されるようになり、CMの内容はセゾンカード感謝デーの宣伝などで、CMで流れるロゴは関東地方などと同じ「西友」と「LIVIN」であった。

## 周辺
- 郡山市水道局

豊田浄水場跡地
- 福島県立安積黎明高等学校
- 郡山市立郡山第二中学校
- 郡山市立芳山小学校
- 福島地方検察庁郡山支部

郡山区検察庁
- 郡山長者郵便局
- ホテルアルファーワン郡山